# 若昂·席尔瓦
若昂·佩德罗·佩雷拉·席尔瓦（葡萄牙語：João Pedro Pereira Silva，1990年5月21日—）是一名葡萄牙足球运动员，司职前锋，现效力于英超球会埃弗顿。

## 俱乐部生涯
若昂·席尔瓦出生于葡萄牙艾维斯市，10岁时代就加入家乡球会CD艾维斯训练营，并在2009年被提升到一线队，参加葡萄牙足球甲级联赛。他迅速在俱乐部站稳脚跟并在2009/10赛季打进14球，是俱乐部的第二射手。
2010年6月9日，英超球会埃弗顿宣布和席尔瓦签约三年，具体转会金额并未透露。苦無上陣機會，於2011年1月31日轉會窗關閉前獲外借返回葡萄牙加盟利亞拿直至球季結束。他在2010/12赛季葡超联赛下半赛季出场12次，打进4球，其中有两个进球是在2011年5月14日，联赛最后一轮客场3比3逼平本菲卡的比赛中打进的。
2011年8月，他被租借到葡萄牙足球超级联赛球队塞图巴尔一个赛季。